# Brody Malone
Brody Malone, född 7 januari 2000 i Des Plaines, Illinois är en amerikansk gymnast.

## Karriär
Vid VM 2021 tog han brons i räck. Vid VM 2022 tog han guld i räck. Han ingick i det amerikanska laget som tog brons vid OS 2024.